# نبع كوكر
نبع كوكر هو نبع من مياه جوفية عذبة يقع على طريق الشارع. سميت المنطقة باسمه" نبع كوكر  في أيكن بولاية كارولاينا الجنوبية. [بحاجة لمصدر] يتكون هذا النبع من تقاطع طرق، حيث يتقاطع منسوب المياه الجوفية مع سطح الأرض، ووفقًا للبقايا الأثرية تم استخدامه منذ عصور ما قبل التاريخ.
«السجل الوطني الأمريكي للأماكن التاريخية»
«خريطة ولاية كارولينا الجنوبية»
| الموقع              | !حداثيات          | المساحة          | مبنى | الرقم المرجعي في السجل الوطني | تاريخ الاضافة إلى السجل الوطني |
| أيكن، ساوث كارولينا | °32′59″ 81°43′37″ | اصغر من قطعة ارض | 1890 | 78002490                      | 18 يناير 1978                  |

## التاريخ
يعود تاريخ  منبع كوكر إلى عصور ما قبل التاريخ، وكان بمثابة مصدر للمياه للأمريكيين الأصليين  ومستوطني آيكن الأوائل، والقوات البريطانية خلال الحرب الثورية.
كان هذا الموقع التاريخي جزءًا من منحة أرض أصلية لإفرايم فرانكلين في عام 1787م، ولكن تم تسمية النبع للمالك الأصلي للأرض المجاورة.  على مر السنين تغيرت الأرض عدة مرات، واكتسب النبع شهرة كمحطة منتظمة على طريق الحافلات من أبفيل إلى تشارلستون.
في النهاية اشترى ويليام بيرونو فينلي الأرض في عام 1842م ونقلها «بموجب سند قانوني» إلى آيكن في عام 1844م، بشرط أن تمنح المدينة  «حرية الاستخدام المجاني للمنبع لسكان ومواطني المنطقة وبشكل عام للخدمات التي يحتاجونها منه، وماشيتهم وخيولهم إلى الأبد».
كما ويستخدم كمكان لتجمع المحتاجين من السكان " للقيام بالغسيل، كما أنها بمثابة مصدر ري رئيسي لمدينة آيكن حتى تم إنشاء محطات المياه المركزية في عام 1892م.
تم تغطية المنبع لأول مرة بمنزل تم بناؤه في أوائل القرن التاسع عشر وأضيفت «واجهة من الطوب على الطراز اليوناني» في خمسينيات القرن التاسع عشر. على مر السنين سقطت وتفتفت بعض الحجارة ومرت في حالة سيئة، ولكن تم ترميمها بالكامل في عام 1972م.